# Юліан Недзельський
Юліан Фелікс Недзельський (пол. Julian Feliks Niedzielski, 18 квітня 1849, Стришув — 20 жовтня 1901, Відень) — польський архітектор.

## Життєпис
Народився в селі Стришув (тепер Вадовицький повіт), в Галичині. 1868 року закінчив Краківський технічний інститут. Навчався у Віденській політехніці, зокрема у Генріха Ферстеля. Після навчання працював у проектному бюро Ферстеля, де був зайнятий при спорудженні будинків Віденського університету. Після смерті Ферстля продовжив будівництво спільно з Кехліним. 1886 року, спільно з Гансом Мікшем, колишнім напарником з бюро Ферстеля, заснував проектну спілку, яка проіснувала аж до смерті Недзельського. 1896 року іменований будівельним радником міністерства внутрішніх справ, а 1899 року — старшим радником. Подорожував, тричі побував в Італії, вивчав пам'ятки епохи Ренесансу. Член журі конкурсів на проект пам'ятника Міцкевичу у Кракові, будівлі Галицької ощадної каси у Львові і міського театру у Кракові. За спорудження університету відзначений орденом Франца Йосифа. Помер у Відні.
Роботи
- Перша нагорода на конкурсі проектів театру в Райхенбергу (тепер Ліберець, спільно з Гансом Мікшем). Там же будівля Ощадної каси, кілька будинків і вілл.
- Перша нагорода на міжнародному конкурсі санаторію у Криниці (спільно з Яном Завейським).
- Проект реставрації Шоттенкірхе у Відні (1885). Проведено лише частково — не реалізовано проект для фасадів.
- Перша нагорода конкурсу проектів колонади в Марієнбаді (тепер Маріанські Лазні, Чехія; реалізовано до 1889, спільно з Гансом Мікшем).
- Будинок № 3 на вулиці Ягеллонській у Новому Сончі. Проект реалізовано близько 1895 року на старих фундаментах, що походили ймовірно з XVIII ст.[1]
- Казино в місті Ауссіг (тепер Усті-над-Лабем, Чехія). Там же спорудив віллу мавзолей і замок Вольфрума.
- Реставрація замку Любомирських в Хажевіцах.
- Зала урочистих подій у Зальцбургу.
- Реставраційні роботи у віденському Бургу.
- Проекти будинків староств у Тіролі та Верхній Австрії.
- Участь у проектуванні будинку суду в місті Пльзень (тепер Чехія).

Нереалізовані
- Недзельський ймовірно був автором неоренесансного проекту кам'яниці на розі вулиць Львівської і Ягеллонської в Новому Сончі, з якихось причин заміненого іншим, невідомого авторства.[2]
- Проект неоготичної ратуші для Нового Сонча.
- Ратуша в Райхенбергу — II нагорода на конкурсі.
- Театр у Бєльську — II нагорода на конкурсі.